# 15584 Yumaokamoto
15584 Yumaokamoto è un asteroide della fascia principale. Scoperto nel 2000, presenta un'orbita caratterizzata da un semiasse maggiore pari a 2,846522 UA e da un'eccentricità di 0,061231, inclinata di 13,490128° rispetto all'eclittica.